# Мухинское сельское поселение (Кировская область)
Мухинское се́льское поселе́ние — муниципальное образование в Зуевском районе Кировской области Российской Федерации.
Административный центр — село Мухино.

## История
В начале 1920-х годов в составе Косинской волости Слободского уезда был образован Мухинский сельсовет. По переписи 1926 года население сельсовета составляло 2505 человек, в него входили 18 населённых пунктов: село Мухино; деревни Бердники, Бол. Городиленки, Игнашенки, Калемени, Б. Легаши, Мал. Легаши, Маятники, Мухачи, Бол. Потаповцы, Мал. Потаповцы, Саломаты, Скрипицы, Талица, Тепни, Туманы, Шаньгинцыы и мельница Мухинская. С 1944 по 1955 год Мухинский сельсовет входил в состав Мухинского района. В 1950 году в составе сельсовета числилось 16 населённых пунктов с населением 2129 чел. По данным 1978 года в состав сельсовета входило 19 населённых пунктов, в него были включены упразднённые Опаренский и Рябовский сельсоветы. В 1997 году Мухинский сельсовет преобразован в Мухинский сельский округ в составе 10 населённых пунктов, село Рябово выделено в Рябовский сельский округ.
1 января 2006 года в соответствии с Законом Кировской области от 07.12.2004 № 284-ЗО образовано Мухинское сельское поселение, в него вошли территории бывших Мухинского и Рябовского сельских округов.
28 апреля 2012 года в соответствии с Законом Кировской области № 141-ЗО в состав поселения включены населённые пункты упразднённого Лемского сельского поселения.

## Население
| 2010  | 2012  | 2013  | 2014  | 2015  | 2016  | 2017  |
| ----- | ----- | ----- | ----- | ----- | ----- | ----- |
| 1776  | ↘1723 | ↗1988 | ↘1908 | ↘1824 | ↘1774 | ↘1712 |
| 2018  | 2019  | 2020  | 2021  |       |       |       |
| ↘1640 | ↘1567 | ↘1501 | ↗1581 |       |       |       |

## Состав сельского поселения
В состав сельского поселения входят 11 населённых пунктов:
| №  | Населённый пункт | Тип населённого пункта       | Население |
| -- | ---------------- | ---------------------------- | --------- |
| 1  | Барменки         | деревня                      | 14        |
| 2  | Высоково         | деревня                      | 9         |
| 3  | Лема             | село                         | ↘321      |
| 4  | Монастырь        | деревня                      | 7         |
| 5  | Мухино           | село, административный центр | ↘1492     |
| 6  | Опаренки         | деревня                      | 44        |
| 7  | Питим            | деревня                      | 9         |
| 8  | Рябово           | село                         | ↘191      |
| 9  | Саломаты         | деревня                      | 5         |
| 10 | Слудка           | деревня                      | 12        |
| 11 | Сухинцы          | деревня                      | 7         |